# Островский, Николай Алексеевич
Никола́й Алексе́евич Остро́вский (16 (29) сентября 1904, Вилия, Волынская губерния — 22 декабря 1936, Москва) — советский писатель, автор романа «Как закалялась сталь».

## Биография

### Детство и юность
Родился 16 сентября 1904 года в селе Вилия Острожского уезда Волынской губернии (ныне — Ровненская область, Украина) в семье отставного унтер-офицера и акцизного чиновника Алексея Ивановича Островского (1854—1936), сына участника Крымской войны, и Ольги Осиповны Островской (дев. Заяц, 1875—1947), дочери переселенцев из Чехии. Николай был пятым ребёнком.
В 1910 году в 6 лет был досрочно принят в сельскую церковно-приходскую школу «по причине незаурядных способностей». Школу окончил в 9 лет, в 1913 году, с похвальным листом.
В конце лета 1914 года Николай находился с отцом в селе Турия близ Владимира-Волынского, где тот служил лесником в лесничестве. После того как в августе 1914 года Российская империя вступила в Первую мировую войну, семья Островских перебралась подальше от границы с Галицией и боевых действий, в местечко Шепетовка Заславского уезда Волынской губернии, где работал старший сын Дмитрий. Он был помощником слесаря депо на станции «Шепетовка».
В Шепетовке Николай с 1915 по 1916 год учился в двухклассном училище. Однако весной 1916 года исключён по настоянию преподававшего Закон Божий священника Акримовского «в связи с вздорным характером и излишним любопытством» После этого при содействии старшего брата Дмитрия, помощника слесаря железнодорожного депо, принят на работу кубовщиком в привокзальный буфет станции «Шепетовка». Работал весь 1916 год. Весной и летом 1917 года работал пильщиком дров на материальном складе станции «Шепетовка», подручным кочегара на электростанции.
Летом 1917 года во время избирательной кампании перед запланированными на ноябрь выборами во Всероссийское учредительное собрание, познакомился с рабочим И. С. Линником, членом местной организации социал-демократической партии (большевиков).
В августе 1917 года вновь поступил во второй класс двухклассного училища, переименованного в двухклассное народное училище.
В конце октября 1917 года, после свержения Временного правительства России большевиками, со станции «Шепетовка» отправилась на Москву Отдельная гвардейская кавалерийская бригада, на которую Временное правительство возлагало надежды 3 (16) декабря 1917 года станцию Шепетовка заняли войска генерала Скоропадского.
В феврале 1918 года в соответствии с Брестским миром между УНР и Центральными державами началось наступление германской армии под командованием генерала А. Линзингена и австро-венгерской под командованием генерала Э. Бём-Эрмолли. Уже 24 февраля 1918 года части 22 корпуса германской армии заняли Житомир, оставив Шепетовку в тылу.
Сблизился с местными большевиками. В марте 1918 — июле 1919 года, во время немецкой оккупации участвовал в подпольной деятельности большевиков — был связным Шепетовского ревкома, которым руководили И. С. Линник и Ц. И. Исаева.
Весной 1918 года в 13 лет успешно окончил училище.
Во время начавшейся после двух революций Гражданской войны власть в Шепетовке менялась несколько раз (Украинская Центральная рада, советская власть, Директория, войска Симона Петлюры, УНР, опять большевики).
Осенью 1918 года в Шепетовке открылось украинское Высшее начальное училище, имевшее шесть классов: два подготовительных и четыре основных. 14-летний Николай был зачислен во второй основной класс.

### Военная служба и партийная работа
20 июля 1919 года в 14 лет вступил в комсомол. «Было так, что вместе с комсомольским билетом мы получали ружьё и двести патронов», — пишет Островский в черновых тезисах к IX Съезду ЛКСМУ. 9 августа 1919 года добровольцем вступил в Красную Армию.
Запись в военном билете Николая Островского: «Вступил на службу в РККА добровольно 9 августа 1919 года, в батальон особого назначения ИЧК (Изяславской Чрезвычайной комиссии)».
Будучи ещё школьником старших классов, воевал в кавалерийской бригаде Г. И. Котовского и в 1-й Конной армии.
В августе 1920 года был тяжело ранен в спину под Львовом шрапнелью (параллельно получив травму глаза) и демобилизован, вернулся в Шепетовку..

### Участие в Гражданской войне
Александр Иосифович Пузыревский — командир части в корпусе ВУЧК в группе особого назначения, вспоминает:
«Под моим командованием в этих частях был и Николай Островский…
Молодой боец с кипучей энергией, прекрасными способностями бойца-организатора. Упорно работая над собой, он быстро становится организатором комсомола в частях Красной Армии и населённых пунктах, которые она проходила».
Впоследствии писатель вспоминал: «Когда наша 44-я стрелковая дивизия Щорса с бригадой Котовского разгромила петлюровцев и освободила Житомир, я много наслушался от бойцов о легендарном Котовском, пошёл к нему в конную разведку. Нравилась мне разведка. Меня, как комсомольца, сделали политбойцом, чтецом, гармонистом. Был даже учителем по ликвидации неграмотности. После выздоровления (от тифа) догнал Котовского (в Лозоватке), когда он в январе 1920 года формировал кавалеристскую бригаду. Стал проситься в конницу, а в штабе настояли и направили в стрелковый полк. <…> Потом на Одессу пошли. <…> Под Вознесенском меня немножко ранило, поэтому в Одессе не пришлось побывать. Возвратился в полк тогда, когда он бился с белополяками. Вскоре вернулся к будённовцам».
В декабре 1918 года в Криворожье вспыхнуло организованное большевиками восстание против немецкой оккупации Украины[прояснить], оказавшее серьёзную помощь Красной армии, наступавшей с севера (см. Донецко-Криворожская Советская Республика). В январе 1920 года в Лозоватке восстановлена советская власть. По приказу командира 45-й дивизии И. Э. Якира здесь формировал свою кавалерийскую бригаду Г. И. Котовский. С помощью штаба Котовского был создан Лозоватский ревком во главе с Л. М. Нежигаем, а вскоре проведены выборы в Совет рабочих, крестьянских и красноармейских депутатов.
Весной 1920 года в Лозоватку из Екатеринослава с группой комсомольцев прибыл Николай Островский. Он имел выданное штабом 45-й дивизии свидетельство: «Предъявители сего — комсомольцы-добровольцы пожелали стать кавалеристами Котовского и направляются в бригаду, которая формируется».
В письме А. А. Жигиревой от 26 ноября 1928 года Островский, описывая случай бытового насилия, где он был, уже будучи лежачим инвалидом, вынужден с оружием вступиться за жену соседа по коридору коммунального жилья, говорит: «Это шкурники, жестокие люди, один из них отличался потому, что хорошо рубал головы, хорошо, не разбираясь за что. Это я могу говорить, так как сам участвовал в 1920 году в усмирении их 6-й дивизии, восставшей против Советов при наступлении на Варшаву».
Эпизод бунта 6-й Кавдивизии предположительно или отказавшейся сниматься с фронта подо Львовом после тяжёлых потерь и немедленно наступать на Варшаву без пополнения и доукомплектования, или запятнавшей себя в погромах и мародёрстве, должен, по известным документам, относиться к периоду от 15 до 20 августа 1920 г., когда 4-я Кавдивизия, где воевал Островский, и 6-я Кавдивизия 1-й Конной армии, вместе участвовали в тяжёлых боях с белополяками на осаде Львова.
15 августа командующий Западным фронтом М. Н. Тухачевский передал приказ 1-й Конной армии перейти в район Владимир-Волынский, затем этот приказ был повторно передан 17 августа. Командование 1-й Конной ответило, что армия не может выйти из боя и поэтому приказ будет выполнен только после взятия Львова.
В боях за Львов 6-я Кавдивизия понесла большие потери среди комсостава. Тяжёлые, но успешные бои шли уже в нескольких километрах от города, когда 20 августа 1-я Конная получила приказ председателя РВСР Л. Д. Троцкого, предписывающий срочно выполнить директиву командования Западного фронта прекратить бои за Львов, и начать наступление на Варшаву. Только после этого 1-я Конная армия прекратила наступление и начала выводить свои части из боя.
За полтора месяца до перемирия, 19 августа 1920 года, Островский был ранен под Львовом. В мае 1967 года газета «Львовская правда» сообщила, что следопыты Подберезцовской школы вместе со своим учителем И. Вулом установили: Н. Островский был ранен под селом Малые Подлески, недалеко от Львова, где 19 августа был бой.
Известен факт прохождения Николаем Островским лечения в Киевском военном госпитале, куда не направлялись для лечения гражданские лица. Туда будущий писатель был доставлен 22 августа 1920 года с партией раненых красноармейцев с польского фронта и лечился в течение двух месяцев.. После излечения у Николая остался шрам над глазом и именно с этого ранения начались проблемы со зрением.
«Демобилизован в октябре 1920 года из 4-й Кавдивизии Первой Конной Армии [по состоянию здоровья]» — запись в военном билете Николая Островского.
Позднее, пытаясь собрать затребованные документы для получения направления на лечение, он с горечью пишет в письме от 21.09.1928 А. Жигиревой: «… идиоты в ЧОК ВКП(б) [при проведении партийной чистки исключили из партии и] сожгли моё личное партдело, где были документы о всей моей работе с 1919 г., документы Красной Армии и ЧК и рабочие и т. д. „Сожгли как не взятые мною“. Как же я мог взять его [партдело], когда лежу? Вот сволочи!»

## Болезнь и литературное творчество
Весной 1921 года он окончил с отличием Единую трудовую школу в Шепетовке и уехал в Изяслав, вступил в части особого назначения (ЧОН), в их составе участвовал в борьбе с бандитизмом. По некоторым данным, в 1920—1921 годах был сотрудником ЧК в Изяславе. Вероятно, именно с этим летним периодом до отъезда в Киев связан эпизод, упомянутый позднее им в одном из писем к Л. Беренфус. Н. Островский пишет: «…не считайте меня, мой друг, за мальчика, который сидя, ничего не делая, вздумал разочароваться и мечтает о воздушных замках, идеальной свободе и равенстве и братстве. Порыв того желания жить своей мечтой бросил меня в армию в 1920 г., но я быстро понял, что душить кого-то, не значит защищать свободу, да и многое другое. Потом Ревтрибунал и два месяца заключения, а потом ничего, кроме тоски, словно по дорогом, хорошем, потерянном безвозвратно …». Письмо Н. Островского Л. Беренфус от 3 октября 1922 года. См также письмо Островского А. А. Жигиревой от 21 апреля 1929 г., где он коротко описывает общее состояние человека при допросе в Ревтрибунале.
Осенью 1921 года поступил в Киеве в электротехническое училище (электротехникум) при Киевских железнодорожных мастерских, но был зачислен только на 1-й курс вместо предполагаемого 2-го, предполагалось 4-х или 5-летнее обучение.
В 1921 году работал помощником электромонтёра в Киевских главных мастерских, учился в электротехникуме, одновременно был секретарём комсомольской организации.
В 1922 году некоторое время параллельно с учёбой в электротехникуме участвовал в комсомольском строительстве железнодорожной ветки для подвоза дров в Киев, при этом сильно простудился, затем заболел тифом.
После частичного выздоровления, с 9 августа по 15 сентября 1922 года проходил лечение на Бердянском курорте по рекомендации врачей.
С этим периодом связаны его исключительно важные для биографии письма Люси Беренфус, младшей дочери профессора Владимира Беренфуса, главврача Бердянского курорта, где лечили Островского, датированные 1922 и 1923 гг. Письма Островского в середине 1950-х гг. были разысканы бердянским краеведом и библиофилом, Иваном Ивановичем Марченко Их оригиналы сейчас хранятся в Бердянском краеведческом музее. В большинстве изданий биографии Н. Островского данные письма приводятся с обширными цензурными купюрами тех фрагментов текста, где Николай Островский сообщает адресату о малоизвестных фактах его биографии, а именно — об отчислении из электротехникума, об инвалидности, попытке в конце 1922 года покончить с собой и застрелиться, о нахождении под арестом и следствием Ревтрибунала летом 1920 или 1921 года из-за невыполнения приказа командира, об участии в подавлении бунта военной части, впавшей в анархию (6-й дивизии при наступлении на Варшаву). В Ревтрибуналах предварительное следствие вели особые следственные комиссии.
После лечения в Бердянске — грязелечебном курорте на берегу Азовского моря, здоровье его несколько улучшается, Островский возвратился в Киев.
В середине ноября того же 1922 года резкий ветер нагнал на Днепре ледяное «сало». Плоты, которых ожидали в низовьях реки, могли зазимовать у Киева. На спасение лесосплава мобилизовали комсомольцев. Работал среди них и Николай Островский. Он простудился и заболел анкилозирующим полиартритом (тяжелая болезнь суставов). Его поместили в больницу. Николай пролежал там две недели, потом сбежал домой, уехал в Шепетовку.
Островскому только что исполнилось восемнадцать лет. Здоровье оказалось настолько разрушенным, что врачебная комиссия постановила перевести его на инвалидность.
Островский скрывает от родных решение комиссии, признающее его инвалидом 1-й группы. Лишь после смерти писателя был обнаружен в его бумагах и стал известен этот первый документ об инвалидности Н. Островского, датированный 1922 годом.
Из-за отсутствия по болезни в электротехникуме в конце 1922 году был отчислен, получив заключение об инвалидности 1-й группы, предположительно в самом конце декабря 1922 года совершил неудачную попытку суицида. С января по конец марта 1923 года провёл три месяца в больнице, далее работал в пограничных с Польшей городах Западной Украины — Берездове и Изяславе. В Берездове Николай сначала работал техником райкоммунхоза. Был политруком Всевобуча и бойцом частей особого назначения (ЧОН).
Был секретарём райкома комсомола в Берездове и Изяславе, затем секретарём окружкома комсомола в Шепетовке (1924 год). В том же году вступил в ВКП(б).
Этот период работы Островского нашёл широкое отражение в многочисленных прижизненных публикациях и материалах в местных украинских газетах «Юнацька правда» и «Шлях Жовтня» за 1924—1930 гг.
В июле 1926 года Островский приехал в Новороссийск, где познакомился с Р. П. Мацюк, которая становится его женой.
С 1927 года и до конца жизни Островский был прикован к постели неизлечимой болезнью. По официальной версии, на состоянии здоровья Островского сказались ранение и тяжёлые условия работы. Современные врачи на основании сохранившихся данных о состоянии здоровья писателя и течении его болезни установили, что Островский болел ризомелической формой анкилозирующего спондилоартрита.

### Ранняя повесть о «котовцах» «Рождённые бурей»
Написав, по его словам, на украинском языке в середине 1920-х гг. несколько глав или частей для сборников по истории КИМа Украины для изданий Истмола Украины в соавторстве с товарищами по комсомолу, осенью 1927 года начинает писать (также, видимо, на украинском языке) автобиографическую прозу — повесть о дивизии Г. Котовского и «котовцах» «Рождённые бурей». Повесть обсуждалась Островским с М. Пуринь, П. Н. Новиковым, а после утраты рукописи — с А. Жигиревой.
Убийство Г. Котовского в 1925 году, суд над его убийцей М. Зайдером, обсуждение в кругу бывших «котовцев» судьбы Зайдера, освободившегося досрочно в 1927 году и замеченного ими в Одессе, публикации в Одессе рассказов И. Бабеля, вошедших в «Конармию», критика С. Будённым «Конармии», полемика М. Горького с Будённым в отношении «Конармии» — те события, на фоне которых Островский взялся за повесть о дивизии Котовского.
Рукопись повести (по одной из версий, три главы) была послана в январе 1928 году в Одессу для оценки бывшим «котовцам» — однополчанам Островского и в Одесский Обллит, где к Николаю Островскому хорошо относились, но спустя полгода «видимо, была утеряна при обратной пересылке» Н. Островскому. Более стандартной причиной могла быть задержка рукописи Островского на неопределённый срок (по факту, изъятие) Одесским обллитом.
Ранняя повесть Островского, очевидно, показывала глазами участников событий, бойцов дивизии Котовского неудачную попытку реализации планов «советизации» Польши в 1920 году, события под Львовом, приведшие к поражению Красной армии под Варшавой в советско-польской войне и краху надежд большевиков на «мировую революцию». Повесть не могла не касаться роли и признанных позднее ошибок В. Ленина, Л. Троцкого, М. Тухачевского в принятии политических решений о наступлении на Варшаву, за «линию Керзона», переброске частей РККА с одних критических участков советского-польского фронта на другие.
Высокая болезненность в СССР темы истинной роли и ответственности военного руководства РККА и высшего партийного руководства ВКП(б) при поражении Красной армии под Варшавой и в советско-польской войне привела к тому, что, например, тексты выступлений В. Ленина (главного инициатора наступления) по РККА и польскому вопросу периода советско-польской войны, озвученные им на IX Всероссийской конференции РКП(б) в 1920 году, были под запретом публикации все годы советской власти и до конца 1990-х гг.
Несмотря на неудачу и пропажу рукописи, тема советско-польской войны 1920 г., поражения в ней РККА, неудавшейся советизации буржуазной Польши остаётся исключительно важной для Н. Островского, он вернётся к ней в специальном подготовленном им издании на польском языке (1934) романа КЗС, с адаптированным для Польши текстом романа, и, позднее, в его последнем неоконченном романе с тем же названием, что и первая пропавшая повесть о «котовцах», «Рождённые бурей» (1936). Советско-польской войне отводилась вторая часть романа в трёх частях.
В одном из программных для понимания мировоззрения Островского письме от 13 марта 1935 года к комсомольцам аммиачного завода г. Березники он говорит: «…Фашизм безнадёжно попытается разгромить нашу страну. И вам, второму поколению комсомола, придётся грудь с грудью столкнуться в последнем и решительном бою с этим проклятием человечества. … И когда надо будет взяться за оружие, то вы покроете себя неувядаемой славой и укрепите своими руками красные штандарты в Варшаве и Берлине, там, где мы не смогли их укрепить в 1920-м. Борьба продолжается…»

### «Как закалялась сталь»
В феврале 1927 г. Островский поступил в Заочный коммунистический университет при Коммунистическом университете имени Я. М. Свердлова, отделение истории Запада и Америки. Состояние здоровья, однако, сильно ухудшается.
После неудачного лечения в санатории Островский решил поселиться в Сочи.
«Я пробовал писать зарисовки из гражданской войны, из комсомольской жизни, описывал интересные события, типы. Однажды [в начале 1920-х гг.] пришлось побывать на встрече писателя Сергея Мстиславского с молодёжью Киева. Мстиславский призывал участников встречи описывать героику гражданской войны и трудовых будней. „Вот это, думаю, угодил в самую точку! Дай-ка, думаю, покажу свои сочинения!“ И после встречи попросил Мстиславского просмотреть мои записи. Он в общем их одобрил, но сделал ряд существенных замечаний по языку и манере письма, посоветовал учиться. Но тогда было не до учёбы», — писал Николай Островский своему другу Петру Николаевичу Новикову.
С конца 1930 года он с помощью изобретённого им трафарета начинает писать роман «Как закалялась сталь». Посланная в журнал «Молодая гвардия» рукопись получила разгромную рецензию: «выведенные типы нереальны». Однако Островский добился вторичного рецензирования рукописи. «…Все мои дела в редакции делает старик Феденев, — писал Николай, — его мне послала „фортуна“. Он член ВКП(б) с 1904 года, много сидел в тюрьмах, был комиссаром Конармии. Теперь руководит иностранным отделом Госбанка». После этого рукопись первого тома первого издания редактировали заместитель главного редактора «Молодой гвардии» Марк Колосов и ответственный редактор Анна Караваева. Островский признавал большое участие Караваевой в работе с текстом первой части романа; также он отмечал участие Александра Серафимовича, который «отдавал мне целые дни своего отдыха». В ЦГАЛИ и ИРЛе есть фотокопии рукописи и фрагменты первого и второго романа, которые зафиксировали почерки 19 человек, Островский диктовал текст книги «добровольным секретарям». Текстологические исследования подтверждают авторство Островского.
В апреле 1932 года журнал «Молодая гвардия» начал публиковать роман Островского. В ноябре того же года первая часть романа «Как закалялась сталь» вышла отдельной книгой в иной редакции и без последней главы, посвящённой участию П. Корчагина в рабочей оппозиции (формально по причине «нехватки бумаги у издательства»), после окончания публикации в журнале.
В 1932 году Н. Островский руководит литературным кружком при редакции шепетовской газеты «Шлях Жовтня». «…Я стал руководителем литгруппы, и уже получил первые стихи на украинском языке для оценки», — пишет Н. Островский.
В 1934 году вышла вторая часть романа «Как закалялась сталь» в том же издательстве, подвергшаяся значительным, до одной трети объёма романа, цензурным сокращениям (Островский 13 июня 1934 года с сожалением пишет одному из близких друзей: «Из шестнадцати с половиной [печатных] листов напечатали десять с половиной. Комментарии излишни») под давлением многочисленных, сменяющих друг друга редакторов. Рассогласованность принципов редактирования редакторами КЗС в разных изданиях М. Колосовым, А. Караваевой, Р. Шпунт, К. Рыжиковым, Н. Родионовым, И. Гориной, К. Зелинским, Р. Ковнатор и произведённые обширные конъюнктурные и политические цензурные правки авторского материала нарушили единство текста КЗС, исказили первоначальную авторскую волю.
17 марта 1935 года военный журналист, писатель и общественный деятель М. Кольцов напечатал очерк об авторе «Мужество» в разделе «Люди нашей страны» в газете «Правда», после чего роман мгновенно приобрёл большую популярность в СССР.
Первое и последующие книжные русские издания существенно отличаются как от рукописи романа, так и от первичной публикации романа в журнале «Молодая гвардия», были убраны крайне важные для современного понимания психологии молодёжи тех лет эпизоды участия Павла Корчагина в «Рабочей оппозиции», упоминания дискуссии о профсоюзах, убраны эпизоды с Л. Троцким в армии и на фронте, бурными дискуссиями тех лет с троцкистами и оппозиционерами, приведшими к расколу в рабочей, молодёжной беспартийной, партийной и комсомольской среде, сюжетные линии о поддельном студенчестве «приспособленцев» во времена нэпа, об агрессивном мещанстве в быту, существенно изменена или скорректирована любовная сюжетная линия главного героя.
Русское журнальное, русские книжные, первое украинское, польское издания КЗС существенно отличаются по тексту, учитывают польскую и украинскую национальную специфику в понимании Н. Островского. В настоящий момент первое польское издание (Mikołaj Ostrowski. Jak hartowała się stal. 1934. Изд. Молодая гвардия, Издание отдела литературы на иностранных языках) и первое издание КЗС в переводе на украинский язык (Островський, Микола Олексійович. Як гартувалася сталь [Текст] / М. О. Островський; пер. з рос. О. П. Варавва. — 1.вид. — К. ; О. : Молодий більшовик, 1934) являются исключительной редкостью и отсутствуют в фондах большинства крупнейших библиотек мира.
11 июля 1934 года в Киеве происходил юбилейный Пленум ЦК ЛКСМУ.. На нём были Косарев, Безыменский, Кольцов и большинство старых работников комсомола Украины, впоследствии абсолютное большинство участников данного Пленума ЦК было репрессировано. 25 июля 1937 — полностью распущен как «контрреволюционный» ЦК ЛКСМ Украины в рамках начатых Ежовым кампаний т. н. «национальных репрессий».
К Пленуму ЦК и юбилею украинского комсомола издательство ЦК ЛКСМУ «Молодой большевик» приурочило украинское издание «Як гартувалася сталь», обе части в одном томе. Книга содержала посвящение Пленуму, была роздана 500 его делегатам.
«Николай Алексеевич Островский не мог не написать этот роман. Потому что вся его такая короткая долгая жизнь была этим романом. Таким смелым и таким светлым. Таким лиричным и таким драматичным. Вся его жизнь — это героический роман. Роман-эпопея, роман-баталия, роман-история, роман-трагедия… Впрочем, для кого-то сегодня это роман-приключение. А для некоторых — просто фантастика. Впрочем, невероятную правду можно назвать фантастикой. И всё же она остаётся правдой. Островский прожил всего 32 года. Но сколько за эти 32 года всего прожито!..», — написала о великом советском писателе Елена Сазанович в своем эссе «Рождённый бурей» в «Литературной газете».
В 1935 году Островский был награждён орденом Ленина, правительством СССР ему были подарены дом в Сочи и квартира в Москве на улице Горького (ныне его квартира-музей).
В 1936 году Николай Островский подготовил текст «Как закалялась сталь» на основе первого тома полного издания. Роман в обработке для детей среднего и старшего возраста был издан в том же году в Ленинграде в твёрдом переплёте с выдающимися иллюстрациями А. Ф. Пахомова в серии «Повести о детстве».
В январе 1936 года Островский был зачислен в Политуправление Красной армии со званием бригадного комиссара, чему немало радовался и, будучи совершенно неподвижным, по праздникам просил его близких и помощников надеть комиссарский мундир: «Теперь я вернулся в строй и по этой, очень важной для гражданина Республики линии».
Последние несколько месяцев он был окружён всеобщим почётом, принимая на дому читателей и писателей. Среди его посетителей был и лётчик Валерий Чкалов. Московский Мёртвый переулок (ныне Пречистенский), в котором Николай жил в 1930—1932 годах, был переименован в его честь.

### Рождённые бурей (роман)
Николай Островский взял на себя обязательство написать новый роман «Рождённые бурей» (под тем же названием, что и утраченная ранняя повесть 1928 года) в трёх частях и успел написать первую часть. Он говорил за несколько недель до смерти:
«Я хочу, я обязан дописать „Рождённые бурей“. Вот почему я дрожу над каждым своим часом… Болят слепые глаза. Представь, что тебе под веки насыпали крупного песку… Жжёт, неловко, больно. Мне предлагают вынуть глаза. Говорят, будет легче. Ненадолго. Но без глаз — это уже совсем страшно… Одного боюсь, что болезнь подбирается к мозгу, к штабу. Вот это уже будет непоправимо»…
«Посмертное вскрытие показало потрясающую картину физического распада всего организма. Только мозг, который на одре болезни он называл своим „главным штабом“, оказался в блестящем состоянии… Он встретил смерть без жалобы и стона, с мужеством подлинного большевика, доблестного воина рабочего класса.».
В послесловии к первому, уже посмертному, изданию романа В. Кин писал, что Н. Островский рассказывал ему «… во второй и третьей книжках… хотел показать рост партизанского движения и работу комсомола в подполье, петлюровщину, польско-советскую войну 1920 года и освобождение Украины от белополяков».
Роман был признан слабее предыдущего, в том числе самим Островским. По инициативе и при участии Косарева, рукопись романа была в рекордные сроки отпечатана небольшим тиражом в траурном оформлении, это первое посмертное издание новой книги с послесловием В. Кина дарили близким, друзьям и товарищам, приехавшим однополчанам Островского — «котовцам» на похоронах писателя. Посетивший Островского Андре Жид восхищённо отзывался о нём в своей книге «Возвращение из СССР», в целом выдержанной в критических тонах по отношению к СССР.

## Смерть
Умер 22 декабря 1936 года в Москве. Причиной смерти стал рассеянный склероз, а также прогрессирующая болезнь Бехтерева. Похоронен на Новодевичьем кладбище (1-й уч.).

## Семья
- Отец — Алексей Иванович Островский (1854—1936)
- Мать — Ольга Осиповна Заяц (1875—1947)
- Старший брат — Дмитрий Алексеевич Островский (1898—1966). Послужил прототипом для Артёма Корчагина, старшего брата главного героя повести «Как закалялась сталь». Был женат на вдове Николая Раисе Мацюк.
  - Племянница — Любовь Дмитриевна Островская.
- Старшая сестра — Надежда Алексеевна Островская.
  - Племянник — Аркадий Эрастович Мянд, физик (1917—2005)
- Старшая сестра — Екатерина Алексеевна Островская (в замужестве — Сакович) (1899—1963)
- Супруга — Раиса Порфирьевна Мацюк (1906—1965), послужила прототипом для супруги Павла Корчагина — Таи Кюцам.

## Сочинения
- 1927 — повесть о «котовцах» «Рождённые бурей» (автобиографическая повесть, рукопись «утеряна при пересылке»)
- 1930—1934 — «Как закалялась сталь»
- 1936 — «Рождённые бурей», с тем же названием, что и ранняя повесть

## Критика современных научных биографий Н. Островского
В последние десятилетия были опубликованы некоторые исследования биографии Николая Островского, где выражаются сомнения в возможности его участия в боевых действиях и эпизодах Гражданской войны и борьбы с интервенцией на Украине, выполненные, однако, с игнорированием накопленного к началу 1990-х гг. биографического материала.
Основным аргументом служит тот факт, что Н. Островский успешно окончил первый выпуск Шепетовской единой трудовой школы и не мог длительно отсутствовать без прерывания учёбы, за исключением длинных летних каникул 1919 и 1920 гг., а также весны—лета 1921 г.
Для достаточно полного биографического исследования Т. Андроновой , тем не менее, были недоступны полные тексты писем Н. Островского к Л. Беренфус, никогда не издававшиеся без значимых смысловых и фактологических купюр (оригиналы писем хранятся в Бердянском краеведческом музее), материалы Одесских областных архивов 1920-х и 1930-х годов, включая записи воспоминаний бывших сослуживцев Н. Островского — «котовцев», материалы Ревтрибуналов 1-й Конной армии за 1919—1921 гг. и Частей особого назначения (ЧОН ЧК), где служил Н. Островский, документы Одесского и Харьковского обллита, Главлита Украинской ССР, переписка издательства «Молодая гвардия» с Главлитом, архива Ленинградского отделения издательства МГ в СПб отделении ЦГАЛИ, куда попал первый ранний отвергнутый вариант рукописи КЗС, пропущены малоизвестные прижизненные воспоминания о Николае Островского его непосредственного командира А. И. Пузыревского, репрессированного в 1937 году., публиковавшиеся вместе с фрагментами из писем Н. Островского к Пузыревскому на украинском языке, в местной украинской периодике в 1934 и 1935 гг., в том числе в старейшей газете «Зоря» г. Днепропетровска и газете Шепетовки «Шлях Жовтня» (сейчас «Шепетівський вісник»)
В современных исследованиях и публикациях часто полностью игнорируются важные материалы 1920-х—1930-х гг., сделанные до 1937 года, послевоенные исследования 1945—1952 гг., ещё не подверженные поздне- и послесталинской цензуре (примером может служить Советско-польская война и битва за Варшаву 1920 года, любые упоминания о которых по возможности удаляли из публикаций и цитат писем и произведений Н. Островского начиная с 1950 года), значимые исследования и публикации новых материалов, сделанные в т. н. «юбилейные годы» со дня рождения Н. Островского — 1964—1965, 1974—1975, что существенно снижает доверие к современным изложениям биографии Н. Островского.
Вне рассмотрения остаются любые материалы и публикации на украинском и русском языках, опубликованные в Украинской ССР и на территории современной Украины, включая критически важные (материалы периодической печати Изяслава, Шепетовки, Берёзова, Днепропетровска, Харькова, в том числе публикаций и заметок в них самого Н. Островского), изданий и материалов Истомола Украины, к которым имел отношение Н. Островский.
Более 80 лет совершенно недоступны исследователям и читателям обширные материалы обсуждения на Юбилейном Пленуме ЦК ЛКСМУ в июле 1934 года, единственного полного бесцензурного первого украинского издания КЗС, посвящённого Пленуму и розданного там большинству делегатов, из-за табуированной темы т. н. «национальных репрессий», затронувших весь состав распущенного ЦК ЛКСМУ в 1937 году, активно и пассивно сопротивлявшегося данной кампании Ежова.
Практически полностью обойдена исследователями биографии Н. Островского тема участия и взаимоотношений Н. Островского с многочисленными красными интернациональными военными формированиями, национальными еврейскими боевыми и военизированными частями Бунда и Красной армии в период Гражданской войны, а начиная с 1920 года — с Евкоммолом (ЕКСМ), популярной молодёжной организации в 1920—1923 гг. на Украине, в Белоруссии и России Не исследованы и ранние варианты рукописи КЗС, включая украинское издание КЗС 1934 года, на предмет освещения у Н. Островского данной темы, без которой невозможно рассматривать историю Гражданской войны на западе России.

## Увековечивание памяти
- В Астрахани именем Николая Островского названа улица и установлен бюст писателя по улице ул. Николая Островского, 60 лит А/Боевая, 57 (остановка Жилгородок).
- В Белгороде именем Николая Островского названа улица, центральная городская библиотека и перед ней установленбюст писателя.
- В Волгограде именем Николая Островского названа улица в центральной части города.
- В Чите именем Н. Островского названа улица и библиотека.Барельеф Николая Островского и его цитата (Ульяновск).Музей Н. Островского (до 1991 года), г. Боярка. Сейчас Краеведческий музей Боярки.[69]
- Именем Николая Островского назван Киевский электромеханический техникум железнодорожного транспорта, в котором Островский учился в 1921 году.
- Именем Николая Островского названы улицы в десятках населённых пунктов бывшего СССР.
- В Сочи есть литературно-мемориальный музей Н. А. Островского[70], в Москве и Новороссийске[71] — дом-музей Н. А. Островского, в Шепетовке — Хмельницкий областной литературно-мемориальный музей Николая Островского[72][73].
- В Ростове-на-Дону есть парк культуры и отдыха имени Н. Островского, в Киеве и Коростене — парк имени Н. А. Островского[74].
- В селе Ремонтное Ростовской области в парке установлен памятник Н. Островскому.
- В Перми именем Николая Островского названа одна из центральных улиц города, пролегающая рядом с улицей Революции.
- Его имя носят городские библиотеки в Кирово-Чепецке, Комсомольске-на-Амуре[75], Костанае[76], в Кургане, Тамбове (филиал Тамбовской областной библиотеки имени А. С. Пушкина).
- В СССР существовал Всесоюзный литературный конкурс имени Николая Островского.
- В Хмельницком именем Островского названа областная научная библиотека[77].
- В Чернигове именем Островского названа областная библиотека для детей[78].
- Вскоре после смерти писателя 7 января 1937 теплоход «Чайка» Азовского пароходства был переименован в «Николай Островский»[79].
- Один из теплоходов типа «Москва» носит название «Н. Островский», он приписан к Киевскому речному порту.
- В ряде городов есть улица Корчагина — редкий случай названия улицы в честь литературного персонажа.
- Свердловская детская железная дорога носит имя Николая Островского.
- Имя Николая Островского до 1990-х годов носил Киевский Дворец пионеров и школьников.
- С 1937 по 1998 год Винницкий государственный педагогический университет носил имя Островского.
- Ровенский областной академический украинский музыкально-драматический театр ранее носил имя Н. Островского.
- На одном из корпусов санатория «Мойнаки» (в наст. время — «Родина») в г. Евпатория, где Н. Островский проходил курс грязелечения в 1926 году, установлена мемориальная доска.
- В городе Копейске имя Николая Островского носит средняя школа № 6.
- В городе Туапсе имя Николая Островского носят городская Гимназия № 1 и детская библиотека.
- В городе Ессентуки имя Николая Островского носит Лицей № 6.
- В городе Шымкент (Казахстан), средняя школа номер 4 носила имя Н. А. Островского. Ныне носит имя Х. Досмухамбетова.
- В городе Челябинск имя Николая Островского носит Гимнаязия № 48.
- 26 марта 1986 года в честь Н. А. Островского назван астероид 2681 Ostrovskij, открытый в 1975 году астрономом Т. М. Смирновой.
- В Новосибирске именем Островского названа улица.
- Сеть спортивных клубов «Островского 13»

На Украине Н. Островский и его литературный герой Павел Корчагин были включены в список лиц, подпадающих под закон о декоммунизации.

### В литературе
- Константин Симонов написал о Николае Островском поэму «Победитель. Памяти Николая Островского» (1937)[80].
- Андрей Платонов. Николай Островский. Не опубликована. Издание книги было приостановлено в конце августа. 1 сентября 1939 г. редактор-организатор издательства сообщила Платонову: «„Н. Островский“ задержана Главлитом и передана в ЦК». Сохранился только черновой вариант книги, представляющий монтаж текста книги с правкой Платонова и редактора (РГАЛИ, ф. 2124, on. 1, ед. хр. 101).

### Памятники
Николаю Островскому установлены памятники в городах России, Беларуси, Украины и мира:
- Белгород (бюст перед центральной городской библиотекой им. Н. Островского) Москва
- Ессентуки (бюст на территории Лицея № 6)

 село Ремонтное Ростовской области памятник и парк им. Н. Островского.
- Комсомольск-на-Амуре (на площади Центральной городской библиотеки имени Н. А. Островского)
- Благовещенск
- Сочи
- Ростов-на-Дону
- Сызрань, Самарская область (на Образцовской площадке)
- Прокопьевск (у кинотеатра имени Н. Островского)
- Северск, Томская область
- Надым, ЯНАО
- Выкса, Нижегородская область (барельеф на жилом доме на улице Островского)
- Саратов (перед входом в лицей № 36)
- Калуга (рядом с Калужской областной специальной библиотекой для слепых)
- Гомель (на перекрёстке ул. Островского и ул. Богдана Хмельницкого, возле РОВД Советского района г. Гомеля; недалеко (на ул. Островского) расположена памятная доска)
- Добруш
- Вознесенск
- Киев — памятник демонтирован
- Коростень (в Центральном парке имени Н. Островского)
- Харьков — памятник демонтирован (03.01.2023)
- Шепетовка — памятник демонтирован (01.12.2022)[81]
- Шостка
- Ромны
- Хмельницкий (перед входом в лицей № 17)
- Боярка (находился возле музея, разрушен неизвестными в 2014 году). Также около школы № 2 установлен памятник Павлу Корчагину.
- Диканька (по улице Н. Гоголя)
- Экартсбург

- Памяти Н. Островского
- Настенный памятный знак в г. Экартсбург (Eckartsburg), Германия.
- Мемориальная доска в Москве. Пречистенский переулок, 12
- В этом доме в 1935—1936 годах жил и творил Николай Алексеевич Островский. Теперь здесь музей. Москва, Тверская ул., 14.
- Теплоход «Н. Островский», на Днепре близ Киева.
- Памятник в Сочи
- Памятник в Ростове-на-Дону
- Бюст советского писателя Н.А.Островского в г. Белгород

### В филателии
- Почтовые марки СССР
- Почтовая карточка СССР, 1945 год. «Только вперёд, только на линию огня, только через трудности к победе — и никуда иначе. Н. Островский»
- Почтовая марка СССР, посвящённая Н. Островскому.[82]
- Почтовая марка СССР «50-лет со дня рождения Н. Островского».

### Архив
В Российском государственном архиве литературы и искусства хранится личный фонд Н. А. Островского, в котором собрана 201 единица хранения за 1915—1952 годы.
В составе фонда — автографы и рукописи романа «Как закалялась сталь»; рукописи романа «Рожденные бурей», сценарий «Как закалялась сталь», созданный писателем совместно с драматургом М. Б. Зацем.
В материалах к биографии Николая Алексеевича — комсомольский и партийные билеты, постановление о награждении орденом Ленина, удостоверения, мандаты, автобиографии, заключения медицинских комиссий и др. Также в фонде имеются обширная переписка писателя и воспоминания родственников, друзей и знакомых, в том числе А. П. Давыдовой, И. С. Линника, П. П. Новикова, Р. П. Островской.

## Издания сочинений, фотодокументов и писем Н. Островского
- Mikołaj Ostrowski. Jak się hartowała stal [Текст] : Tlum Kaczyna / W. Ostrowski. — Moskwa : Mloda gwardja, 1934. — 150 с. : ил.; 22 см. Издание отдела литературы на иностранных языках. Изменённый сюжет, польская прижизненная адаптация романа.
- Островський, Микола Олексійович. Як гартувалася сталь [Текст] / [Харькiв.-Одeсса]. 382 с.; пер. з рос. О. П. Варавва. — 1.вид. — К. ; О. : Молодий більшовик, 1934. С титульным посвящением юбилейному Пленуму ЦК ЛСМ Украины, в июле 1934 г. в годовщину 15-летия комсомола Украины. По настоящее время единственное наиболее полное бесцензурное издание.
- Островский Н. «Как закалялась сталь». Серия «Проза века». Издание включает ранее не публиковавшиеся фрагменты романа, подготовленные Евгением Бузни по рукописях романа (в приложении). М., 2006
- Собрание сочинений Н. А. Островского в 3-х томах. Изд-во «Молодая гвардия», 2004 г. Переиздание исправленного и дополненного собрания сочинений 1989—1990 гг., где впервые были напечатаны не публиковавшиеся главы из романа «Как закалялась сталь», а также многие ранее не издававшиеся письма Н. Островского.
  - 1 т. «Как закалялась сталь». Сверено и исправлено Евгением Бузни по экземпляру пятого прижизненного издания (1936 г.), подписанного автором. В разделе «Примечание» впервые напечатаны отдельные фрагменты рукописи романа, ранее по разным причинам исключенные из окончательного варианта.
  - 2 т. «Рожденные бурей (ч.1)». Статьи, записи речей и бесед Н. А. Островского. Впервые опубликована полностью "Стенограмма обсуждения романа «Рожденные бурей».
  - 3 т. Письма. Опубликовано 634, из них 239 — впервые.
- Островский, Н. Письма к другу: [П. Новикову: с коммент.] / Н. А. Островский; подгот. А. Лиханов, В. Шмитков. — М.: Молодая гвардия, 1968. — 127 с. — (Твои ровесники).
- Николай Островский: [альбом] / сост. Р. П. Островская, Д. Е. Соколова; авт. текста С. Лесневский. — М.: Молодая гвардия, 1964. — 103 с.: ил., фот.
- Николай Островский = Nikolai Ostrovsky: [альбом] / авт. текста и сост. В. С. Панаева. — М.: Советская Россия, 1987. — 206 с.: ил.

## Комментарии
1. ↑  Нина Иосифовна Никулина. Семинарий по Н. А. Островскому, 1956 — стр. 12. "Характеризуя Островского-разведчика, прошедшего большую и суровую школу гражданской войны, А. Пузыревский в публикациях в газете «Зоря» и на встрече с учениками в школе в 1935 году рассказывает, каким образом Островский стал писателем, приводит ряд его писем, полученных в 1934 году. Также жур. Литература в школе, 1969, номер 2, стр. 60-63. / Павловская Л. И. Встреча с невыдуманные героями. Встреча участников литературно-краевического кружка с А Пузыревским — персонажем романа «Как закалялась сталь».;  Поздняков К., Суворов Р. Грозовые вёрсты. Днепропетровщина 1941—1945. Проминь, 1985, с. 316
2. ↑  18 сентября 1919 года 44-я стрелковая дивизия и части Южной группы 12-й армии РККА совместной атакой заняли Житомир, в дальнейшем части 12-й армии РККА заняли оборону в районе Житомира.
В ходе советско-польской войны 26 апреля 1920 года город захватили польские войска. 7 июня 1920 года Житомир заняла 4-я кавалерийская дивизия 1-й Конной армии РККА. В дальнейшем, в 1920 году Житомир стал местом дислокации 30-й пограничной бригады, задачей которой стала охрана границы с Польшей // Гражданская война в СССР / редколл., отв. ред. Н. Н. Азовцев. т.2. М., Воениздат, 1986. стр.273-274
3. ↑  Днепропетровский облгосархив, ф. Р-4540, оп. 1, д. 185.
4. ↑  В сентябре 1920 года реввоенсовет Первой Конной армии расформировал за погромы Шестую кавалерийскую дивизию; 153 участника бесчинств были расстреляны. Дата обращения: 2 августа 2019. Архивировано 12 мая 2019 года.
5. ↑  Исследователь и литературовед Е. Бузни в книге «Литературное досье Николая Островского», проведя обширный, но безуспешный поиск в материалах сохранившегося в Российском государственном военном архиве (РГВА) 245-м фонде дивизии, считает, что данный эпизод разоружения и подавления бунта 6-й кавдивизии, может относиться к более позднему времени, 11 октября 1920 года, ссылаясь на книгу Вардин, Илья. Ворошилов. Рабочий вождь Красной Армии / Ил. Вардин. — М.; Л. : Гос. изд-во, 1926 Архивная копия от 31 марта 2019 на Wayback Machine, детально описывающую разоружение и расформирование в маршевые полки трёх полков дивизии 11 октября 1920 года. Островский с 22 августа до конца октября находился на лечении в Киевском военном госпитале после ранения. К тому же, Н. Островский указывает, что данный эпизод с его участием произошёл непосредственно перед или во время Варшавской битвы, завершившейся ещё в конце августа 1920 года.
6. ↑  Этот факт подтверждён в музее Киевского госпиталя, также о нём сказано в книге «История Киевского военного госпиталя», кн. 2, генерал-майора медицинской службы Бойчака М. П., Киев, 2005, ISBN 966-8373-37-5. Дату поступления 22 августа 1920 года Николая Островского в госпиталь установила по журналам поступления больных и раненых врач З. Котовская // Н. Венгров. Николай Островский. М. из. АН СССР, 1952, с. 32
7. ↑  Островский пишет П. Новикову: "Меня ударило по голове ещё одним безжалостным ударом — правый глаз ослеп совершенно. В 1920 году мне осколком разбило череп над правой бровью и повредило глаз, но он видел всё же на 4/10… // письмо от 2.10. 1928, СС в 3 тт., М., МГ, 1990, т. 3, с. 100
8. ↑  Иван Иванович Марченко, краевед и уроженец Бердянска, в дальнейшем преподаватель русского языка в Харьковском политехническом институте более 30 лет собирал документально материалы о жизни и деятельности Островского и обобщил их в своей книге «Через годы» (не издана).
9. ↑  «Жизнь ещё не совсем задавила меня, и если споткнулся я сильно, но всё-таки поднялся… Страшно живучее это животное, человек, Люси, и нужно хорошо ударить, чтобы добить сразу». Островский спокойно сообщает, что за это время совершил «предприятие», после которого три месяца прожил в борьбе со смертью. «… Вздумал хлопнуть себе пулю, только, к сожалению, не в лоб, а в грудь, что и было ошибкой, потому что прострелил верхушку лёгкого… Я немного ошибся, Люси, на несколько миллиметров. И эта ошибка стоила мне не один день адской, невыносимой физической боли. И цепляясь за каждый шанс возможности спасения, эгоистичный организм выиграл победу, добился того, что я теперь могу порассуждать о том, для чего я жив и что думаю делать дальше.» Письмо от 20 марта 1923 года. О подобных настроениях в рядах молодёжи 1920-х гг. см. Слезин А. А. Предсмертные письма комсомольцев-самоубийц 1920-х годов // V научная конференция ТГТУ. Тамбов: ТГТУ 2000. С. 184—185.; переиздания книг 1927 года «Куда идёт комсомол», «Комсомол на переломе», отражающие дискуссии по вопросам комсомольского строительства в годы нэпа, показывающие «болезни» комсомола (Куда идёт комсомол? М.,1990), сборник «Молодёжное движение в России (1917—1928 гг.)» документы об отношениях комсомола с некоммунистическими организациями, органами ОГПУ и НКВД, о девиантном поведении молодежи (Молодёжное движение в России (1917—1928 гг.) : Док. и материалы. М., 1993. Ч.1)
10. ↑  Он пишет: «…не считайте меня, мой друг, за мальчика, который сидя, ничего не делая, вздумал разочароваться и мечтает о воздушных замках, идеальной свободе и равенстве и братстве. Порыв того желания жить своей мечтой бросил меня в армию в 1920 г., но я быстро понял, что душить кого-то, не значит защищать свободу, да и многое другое. Потом Ревтрибунал и два месяца заключения, а потом ничего, кроме тоски, словно по дорогом, хорошем, потерянном безвозвратно …». Письмо от 3 октября 1922 года. См также письмо Островского А. А. Жигиревой от 21 апреля 1929 г., где он коротко описывает обстановку в Ревтрибунале.
11. ↑  В архиве Бердянского курортного управления разыскана ведомость ежедневного осмотра больных за август 1922 года, из которой видно, что Н. Островский прибыл туда 9 августа. В другой ведомости помечена дата его отъезда из Бердянска — 15 сентября.
12. ↑  Подобные издания по истории комсомола со свежим материалом готовились по всей стране. Например, Комсомольская летопись / Истмол ЦК ВЛКСМ. Комиссия по изучению истории юношеского движения в СССР. — М.; Л.: «Молодая гвардия», 1926—1927.
13. ↑  В 1935 году Николай Островский, отвечая на вопрос о возможности выполнить самостоятельно новый перевод КЗС на украинский язык, говорит, что он с трудом перешёл в творчестве на литературный русский несколько лет назад, и обратный путь видится ему невозможным или крайне трудным.
14. ↑  Одним из предполагаемых адресатов Островского, кому он отправил на рецензию материалы своей повести, мог быть Вальдман, Григорий Абрамович, другим — Морозов Ефим Иванович. Он родился в 1899 году в Житомире. В годы гражданской войны служил в Отдельной кавалерийской бригаде Котовского. В составе третьего эскадрона первого полка участвовал во всех походах котовцев против петлюровцев, белогвардейцев, белополяков, всевозможных банд на Украине и банд Антонова в Тамбовской губернии.

Первая его заметка о боевых подвигах котовцев была опубликована в 1920 году в армейской газете «Красный кавалерист» (орган Реввоенсовета и Политуправления Первой Конной армии).

С 1925 года, после демобилизации из рядов Красной Армии, стал писать рассказы о котовцах. Многие из них печатались в периодической печати. В тридцатых годах учился без отрыва от производства в Московском государственном институте литературы, искусства и языка.
15. ↑  Так, например, разрешение на выпуск из печати первого полного украинского издания КЗС на украинском языке в 1934 году было также получено из Одесского обллита, в обход местного Харьковского обллита (столицу Советской Украины за несколько месяцев до этого перенесли из Харькова в Киев), где с этим изданием возникли многомесячные цензурные трудности, вызванные как буржуазно-националистическими настроениями в тогдашнем руководстве харьковской редакции издательства «Молодой большевик», так и позицией самого Харьковского обллита, привлёкшего к закрытому рецензированию первого украинского перевода романа Н. Островского КЗС известного в Харькове украинского театрального деятеля и педагога Михаила Верхацкого[укр.] (ровесника Николая Островского, после ВОВ — народного артиста Украинской ССР. После внутреннего разбирательства о причинах появления данной негативной внутренней рецензии в Республиканском главлите Украины, и административных мер, применённых к руководству Харьковского обллита за политически неверный выбор закрытого рецензента, в 1935 году М. П. Верхацкий был вынужден покинуть Харьков, ненадолго перебравшись в Днепропетровск, а затем в 1936 году покинул Украину и переехал в Узбекистан. Со временем он организовал и возглавил там Ташкентский театр. В 1952 году переехал в Киев. ВЕРХА́ЦЬКИЙ Михайло Полієвктович (04(17). 05. 1904, х. Зарудний, нині у складі м. Лохвиця Полтав. обл. — 16. 02. 1973, Київ) Архивная копия от 8 мая 2018 на Wayback Machine), выступившего в своей закрытой рецензии для Обллита категорически против издания романа КЗС по причине его «антисоветскости», и настаивавшего на полном изъятии и русских изданий романа из библиотек и продажи.
16. ↑  «…Через две-три недели после отправки пакета Николай получил коллективное письмо от котовцев. Только из их письма я узнала, что таинственная тетрадь содержала в себе повесть о Котовском и его героических походах. В письме — горячие отзывы о повести, советы, указания и добрые пожелания для дальнейшей работы. Рукопись повести, как писали товарищи Николая, была отправлена обратно. Но время шло, а она всё не возвращалась…» — вспоминает Р. И. Островская-Мацюк // Литературная учёба, № 1, 1982, с. 81
17. ↑  Известно о совершенно аналогичных цензурных проблемах публикации первой редакции книги «Конармия» И. Бабеля, повествующий о тех же событиях и том же времени, что и утерянная первая повесть Николая Островского.
18. ↑  Островский сильно «…горевал о погибшей рукописи», как известно из одного из писем А. Жигиревой к П. Новикову от лета 1929 году, и в дальнейшем никогда не упоминал о ней как о своей первой работе.
19. ↑  При цитировании этого письма Островского упоминание им Варшавы и конец текста про советско-польскую войну 1920 года как истока начинающейся войны СССР с европейским фашизмом, начиная с 1947 года, подвергались купюрам из-за политической цензуры и заигрывания СССР с послевоенной Польшей. Полностью текст Островского без купюр см. Островский Николай. Речи, статьи, письма. Изд-во ЦК ВЛКСМ „Молодая гвардия“, 1946, с. 162; Евгений Балабанович. Николай Островский: Биографический очерк. М., Государственный литературный музей, 1945, с. 91; Николай Островский. СС в трёх томах, т. 3. Письма, М., Молодая гвардия, 1989, с. 385—387.
20. ↑  См. раздел Адресаты // Островский Н. Собрание сочинений Н. А. Островского в 3-х томах. Изд-во «Молодая гвардия», 2004, т. 3, Письма. Алексеева Галина Мартыновна — один из добровольных секретарей писателя в период его работы в Москве над первой книгой романа «Как закалялась сталь». В этом романе она выведена под собственной фамилией.
21. ↑  Наиболее полное сравнение рукописи романа «Как закалялась сталь» с современным каноническим изданием провели в своих монография Ольга Матвиенко (Матвиенко О. И. Роман Н. А. Островского «Как закалялась сталь» и морфологическое сознание 1930-х годов. дисс. Саратов, 2003) и Евгений Бузни, приведя фрагменты оригинального текста рукописи Н. Островского, удалённые редакторами при изданиях — Бузни Е. Н. Литературное досье Николая Островского / Е. Н. Бузни — «ЛитРес: Самиздат», 2017
22. ↑  Впервые исследования и публикации фрагментов рукописи романа, не вошедшие по цензурным соображениям в какие-либо издания романа «Как закалялась сталь», появились только в 1960-е и 70-е гг (Трегуб С. Н. Островский. Как закалялась сталь: Неизданные страницы // Октябрь. 1964. № 12. С. 177—180; Шамро А. Путешествие по роману «Как закалялась сталь» // Молодой коммунист. 1974. № 7. С.65, № 9. С.2; 1975. № 8. С. З.). В переиздании трёхтомника собрания сочинений Николая Островского, вышедшего в 1989 году, исследователем Е. Бузни впервые были приведены в примечаниях многие значимые удалённые тексты и главы романа по оригиналам ранних рукописей. К сожалению, «национально адаптированные» Островским тексты польской и ранней украинской версий романа остаются недоступны для исследователей и современных читателей.
23. ↑  Летом 1934 года харьковское издательство «Молодой большевик» выпустило роман Островского «Как закалялась сталь» с дополнениями, сделанными автором. В украинском издании слова Павки о цели и смысле жизни большевика впервые прозвучали так: «Самое дорогое у человека — это жизнь. Она даётся ему один раз, и прожить её надо так, чтобы не было мучительно больно за бесцельно прожитые годы, чтобы не жёг позор за подленькое и мелочное прошлое — только для себя, и чтобы, умирая, смог сказать, что вся жизнь и все силы отданы самому прекрасному в мире — борьбе за общее дело».
24. ↑  Mikołaj Ostrowski. Jak się hartowała stal [Текст] : Tlum Kaczyna / W. Ostrowski. — Moskwa : Mloda gwardja, 1934. — 150 с. : ил.; 22 см. Издание отдела литературы на иностранных языках.
В том же 1934 году роман «Как закалялась сталь» был выпущен национальным сектором издательства «Молодая гвардия» на польском языке. Работая над польским изданием, Островский ввёл ряд новых эпизодов. Убеждённый интернационалист-ленинец, он писал, что трудовой народ Польши и России — истинные братья. «Будет и Польская республика, только Советская, без [графов Потоцких, да князьёв Сангушек]».
Уже в мае 1934 года, подготавливая польское издание романа, Островский сообщает свои планы доработки книги.
«Во-первых, ввожу в эпизод расстрела поляками нашей подпольной организации тот факт, что поляк-солдат, радиотелеграфист, имевший связь с подпольным комитетом, тоже был приговорён к 20 годам каторги. Этим самым борьба за советскую власть рисуется не как дело лишь одних украинцев. Во-вторых, образ поляка-революционера, машиниста, старика Политовского Вячеслава Сигизмундовича, должен быть расширен в национальном разрезе в противовес польским панам типа Лещинского и других. Есть ещё два рабочих-поляка, принимавших участие в борьбе за советскую власть. И если расширить обрисовку комиссара продовольствия Пыжицкого (тоже поляка, о нём сказано лишь два слова), то этим самым несколько сгладится то возможное впечатление, что все поляки сплошь отрицательные типы, что, конечно, ни в коем случае не входило в мои замыслы и что резко противоречило бы действительности».
25. ↑  Островський, Микола Олексійович. Як гартувалася сталь [Текст] / М. О. Островський; пер. з рос. О. П. Варавва. — 1.вид. — Киев; Одесса: Молодий більшовик, 1934. Издание попало в спецхран ещё до войны из-за посвящения опальному Пленуму ЦК ЛКСМУ, и в данный момент может считаться утраченным. Дополнительно было проведено послевоенное изъятие данного издания из библиотек, причина — Алексей Варавва, переводчик этого издания КЗС на украинский язык, после активного сотрудничества с оккупационной немецкой властью в годы ВОВ, бежал с немцами при их отступлении с оккупированных советских территорий, за рубежом сменил фамилию на Кобец, издал ряд книг, например, Кобець О. Записки полоненого. — Киев, 1993 (переиздание).
26. ↑  См. позднее издание в несколько отличной редакции Николай Островский. Как закалялась сталь: роман в двух частях. — Ленинградское отделение издательства Молодая гвардия, 1936. — 442 с.
27. ↑  Личное учётное дело А. И. Пузыревского сохранилось в Российском государственном военном архиве (РГВА). К нему обращались исследователи военной биографии Н. Островского в середине 1970-х гг., подготавливая публикацию о товарище Островского и герое КЗС А. И. Пузыревском.
28. ↑  Еврейский коммунистический союз молодежи, Евкоммол — умеренная еврейская молодёжная организация социалистической направления. Возникла в 1920 году после раскола молодёжной организации, существовавшей при левом Бунде — Югендкомфарбунд. Всероссийская конференция еврейских коммунистических союзов молодёжи (Евкоммол) состоялась 1-4 сентября 1920 года в Харькове и Всероссийское совещание ЕКСМ (Поалей-Цион) (23 — 27 января 1920 г.) — в Москве.